# 盛岡バイパス
盛岡バイパス（もりおかバイパス）は、岩手県盛岡市街地の混雑を避ける目的で整備された国道4号のバイパス道路で片側2車線（中央分離帯はなし）。途中国道396号、国道106号、国道455号（北山バイパスも含む）と交差する。

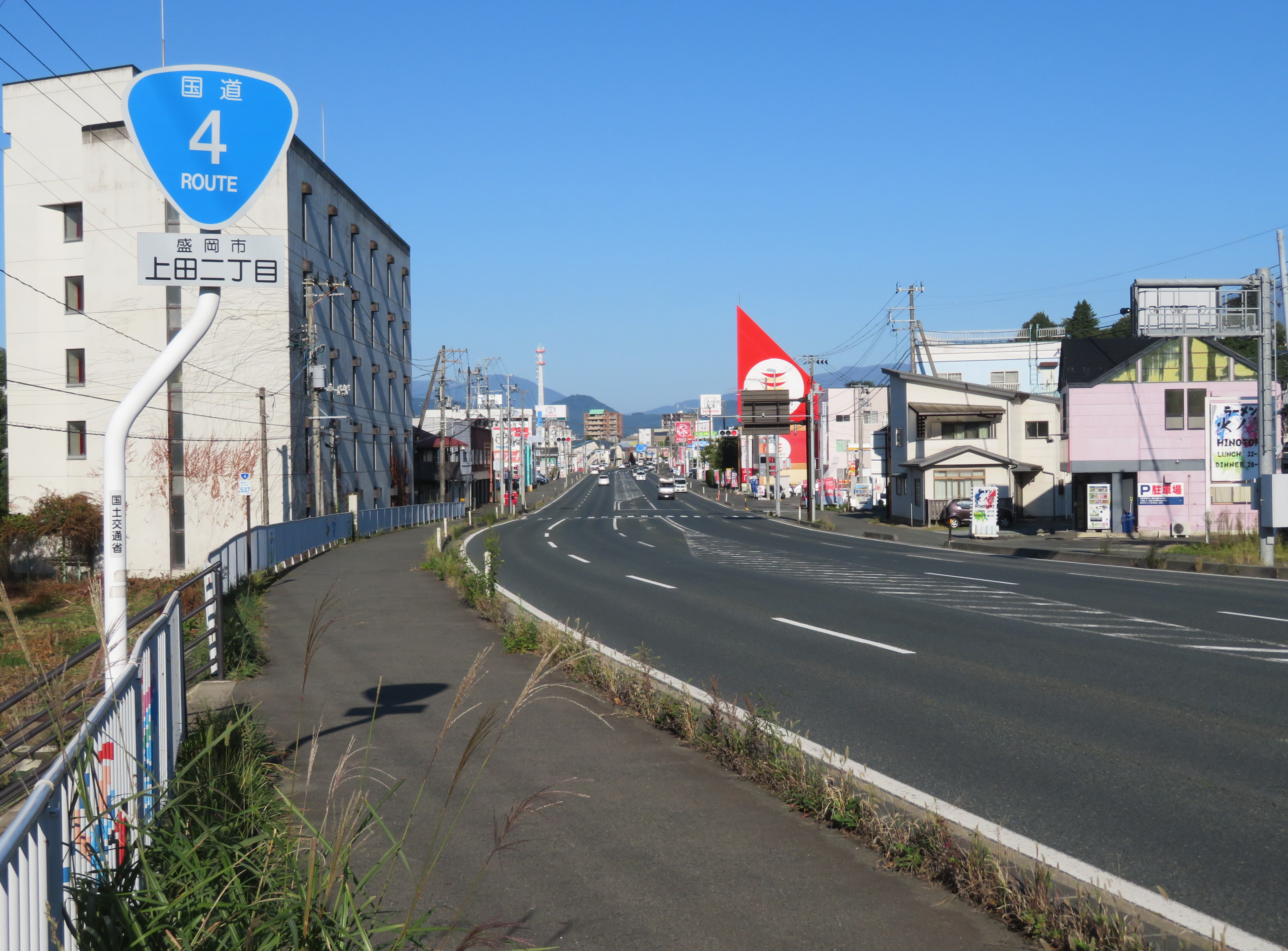
盛岡市上田二丁目付近

## 概要
- 起点：盛岡市南仙北二丁目・川久保交差点（岩手県道16号盛岡環状線との交点）
- 終点：盛岡市上堂三丁目・上堂交差点（岩手県道220号氏子橋夕顔瀬線との交点）

1969年5月に開通で最高速度は全区間50km/h。古い基準で建設されたため歩道が狭い箇所が多く、右折車線のない交差点も多いが、近年徐々に歩道などの拡幅が進められ車道部分は水はけのよい排水性舗装への切り替えが進んでいる。さらに沿道の騒音対策として、透明なアクリル製の遮音壁が盛土部や高架部を中心に設置されている。また上堂・高松・中野・東仙北地区では路線バスの乗客昇降時における渋滞緩和および事故防止のため、バス停車帯が設置された。
また、途中にあるNHK前交差点は国道281号・国道282号の起点であり、この交差点以北の国道4号は、281号と282号との重複区間となっている（国道標識掲示は4号のみ）。

## 特に交通量が多い交差点

### 川久保交差点
川久保交差点（かわくぼこうさてん）は、岩手県盛岡市南仙北二丁目にある当バイパスの起点にあたる交差点。

#### 交差道路
- 岩手県道16号盛岡環状線（岩手県道120号不動盛岡線重複）
- 川久保病院への取付道路

#### 特徴
当バイパスと県道16号の起点で、昼夜を問わず渋滞が激しい。1992年3月31日までは当交差点が盛岡市と都南村（当時）の境界だった。自治体合併後もその仕組みが岩手県警察の警察署管轄区分として踏襲されており、当交差点は盛岡東・紫波両警察署の管轄界であったが、2016年4月1日に、盛岡市の旧都南村区域は盛岡東警察署に移管された。
南大橋方向から仙北町通りへは終日右折禁止（花巻方向からの入口のみ）。また2006年に川久保病院の建て替えによって取付道路が当交差点に直結する形となり、以前のY字路から十字路へと変わり、花巻方向からの右折車線が4号側に新設された。これにより仙北町通りから川久保病院方向への直進が可能となったが、その逆（川久保病院から仙北町通りへの直進）は終日禁止となっている。

### 南大橋交差点
南大橋交差点（みなみおおはしこうさてん）は、岩手県盛岡市高崩にある道路交差点。

#### 交差道路
- 国道396号・国道456号
- 明治橋方面への北上川堤防市道

#### 特徴
国道396号の終点であると共に、国道456号の起点であり、両道はここから紫波郡紫波町東長岡Y字路まで重複している（国道標識も両方掲示）。
茶畑方向からは長い下り坂と緩やかな右カーブになっており、遠野方面へ向かう左折専用車線が長い事から、追突事故の危険性の高い交差点に挙げられている。

### 茶畑交差点
茶畑交差点（ちゃばたけこうさてん）は、岩手県盛岡市茶畑一丁目にある道路交差点である。

#### 交差道路
- 国道106号

#### 特徴
岩手県内にある平面交差形式の交差点の中では、盛岡南I.C入口交差点に次いで交通量が多く、特に右折車線の短い南北ルート（4号側）は常時渋滞する（バイパス開通当初は右折車線無し）。
さらに当交差点の前後は右折車線の無い交差点が連続しており、下り坂から上り坂に変わる「サグ」になっている事から渋滞が起きやすい。

### 中央公民館前交差点
中央公民館前交差点（ちゅうおうこうみんかんまえこうさてん）は、岩手県盛岡市愛宕町にある道路交差点。

#### 交差道路
- 盛岡市道上の橋三ツ割緑が丘線

#### 特徴
盛岡市中央公民館が当交差点北側にある。下り坂から上り坂に変わる「サグ」部であるため、朝夕を中心に渋滞が激しい。
なお、上の橋と当線（4号BP）から文化橋へは終日右折禁止（山岸方面への直進のみ）。さらに文化橋からの右折（山岸方面）が終日禁止となっている。

### 北山トンネル南口交差点
2009年10月26日に国道455号北山バイパスが全面供用開始され、当交差点はT字路から十字路へ変更。同時に全方向に右折専用車線が設置された。ただし、当交差点は隣接交差点や北山トンネルとの距離の関係上右折車線が短いため、右折待ち車両が右折車線に入りきらず、本線上に溢れる事がある。

### 高松交差点
高松交差点（たかまつこうさてん）は、岩手県盛岡市高松二丁目にある道路交差点である。

#### 交差道路
- 盛岡市道上田深沢線（黒石野線）・本町通り

#### 特徴
岩手県内にある平面交差形式の交差点の中では、盛岡南I.C入口交差点・茶畑交差点に次いで多く、特に右折車線の短い南北ルート（市道側）や4号の上堂方向は（平日夕方や土日・祝日を中心に）激しい渋滞が慢性的に起きている。近年交差点のスリム化、歩道拡幅が行われている。
当交差点より松園方面へ向かう市道黒石野線は、月曜から土曜の午前7時から9時まで、4車線のうち、松園方面が1車線、市内方面が3車線となる、中央線変移（リバーシブルレーン）規制を実施している。

### 上堂交差点
上堂交差点（かみどうこうさてん）は、岩手県盛岡市上堂三丁目にある当バイパスの終点にあたる交差点である。

#### 交差道路
- 岩手県道220号氏子橋夕顔瀬線
  - 岩手県営運動公園南口へ通じる市道。

#### 特徴
バイパス方向の導流を最優先としているために複雑な平面交差となっており、交通量急増と共に改良工事が繰り返されてきた。信号標示はバイパス以外の交差道路が交互通行標示となっているため、信号待ち時間が長く、昼夜を問わず渋滞が激しい。
2006年3月17日に車両の通行を円滑にするため、進行方向別に走行車線が色分けされた（二戸→青山方面：赤、二戸→盛岡駅方面：緑、盛岡駅→花巻方面：青）。

## 管理者
- 国土交通省東北地方整備局岩手河川国道事務所